# Monique Gervásio
 Monique Helena Gervásio de Jesus  (Lavras, 27 de agosto de 2001) é uma voleibolista indoor brasileira, atuante na posição Oposto, com marca de alcance de 298 cm no ataque e 292 cm no bloqueio, que  atuando por clubes conquistou a medalha de prata no Campeonato Mundial de Clubes de 2018 na China.

## Carreira
Em 2014 esteve atuando nas categorias de base do Gammon/Lavras TC sagrando-se vice-campeã do  Campeonato Regional  da Assessoria Regional 2 (AR-2)  Sub 14.
Na temporada de 2018-19 ingressa no elenco adulto do Camponesa/Minase sagrou-se campeã da edição do Campeonato Mineiro de 2018 e disputou a edição do Campeonato Mundial de Clubes de 2018 realizado em Shaoxing e conquistou a medalha de prata e disputa por este clube a Superliga Brasileira A 2018-19.

## Títulos e resultados
- Campeonato Mineiro:2018[3]
- Campeonato Regional  (AR-2)  Sub-14:2014 [1]

## Premiações individuais
[carece de fontes?]